# Comté de Bonner
Pour les articles homonymes, voir Bonner.
Le comté de Bonner est un comté des États-Unis situé dans l’État de l'Idaho. En 2010, la population était de 40 877 habitants. Son siège est Sandpoint. Le comté a été créé en 1907 et nommé en l'honneur de Edwin L. Bonner, opérateur de ferry.

## Géolocalisation
| Comté de Pend Oreille, (Washington) | Comté de Boundary |                                               |
|                                     | Comté de Bonner   | Comté de Lincoln, (Montana)                   |
| Comté de Spokane, (Washington)      | Comté de Kootenai | Comté de Sanders, (Montana) Comté de Shoshone |

## Démographie
| 1910   | 1920   | 1930   | 1940   | 1950   | 1960   |
| ------ | ------ | ------ | ------ | ------ | ------ |
| 13 588 | 12 957 | 13 152 | 15 667 | 14 853 | 15 587 |

| 1970   | 1980   | 1990   | 2000   | 2010   | - |
| ------ | ------ | ------ | ------ | ------ | - |
| 15 560 | 24 163 | 26 622 | 36 835 | 40 877 | - |

## Principales villes
- Clark Fork
- Dover
- East Hope
- Hope
- Kootenai
- Oldtown
- Ponderay
- Priest River
- Sagle
- Sandpoint
- Cocolalla